# تیتار خیل گلی جان
تیتار خیل گلی جان (به انگلیسی: Titar Khel Guli Jan) یک شهرک در پاکستان است که در ناحیه لکی واقع شده‌است.